# Pfarrkirche Rannersdorf

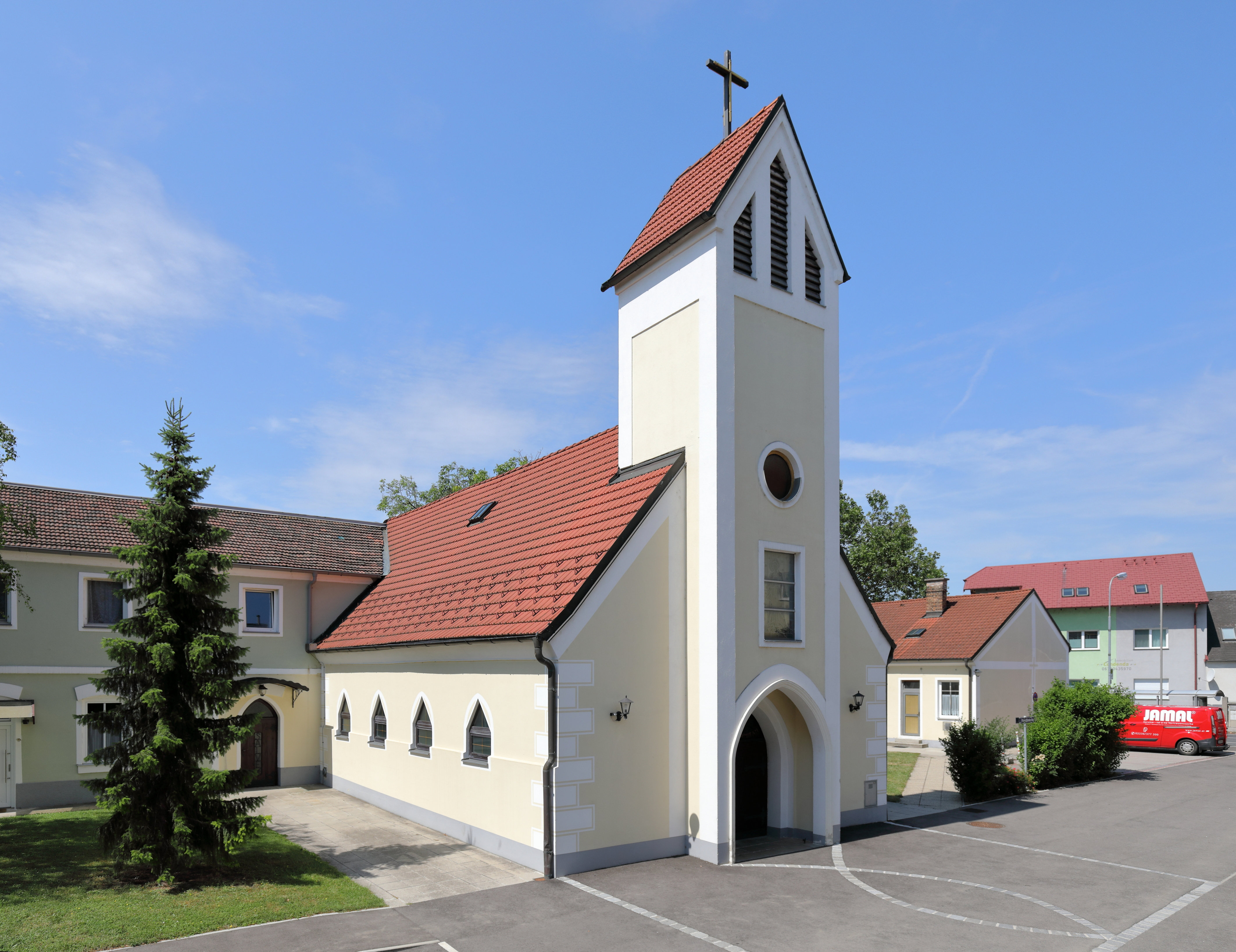
Katholische Pfarrkirche Herz Mariä in Rannersdorf

Die römisch-katholische Pfarrkirche Rannersdorf steht in Rannersdorf in der Stadtgemeinde Schwechat im Bezirk Bruck an der Leitha in Niederösterreich. Die Pfarrkirche Herz Mariä gehört zum Dekanat Schwechat im Vikariat Unter dem Wienerwald der Erzdiözese Wien.

## Geschichte
Die Richtung Südwesten ausgerichtete, schlichte Saalkirche wurde nach dem II. Weltkrieg errichtet und am 28. November 1948 von Kardinal Innitzer eingeweiht. Ursprünglich hatte die Kirche anstelle eines Turmes nur einen Glockenträger. Anfang der 1990er Jahre wurde dieser durch einen Turm ersetzt. In diesem Zuge wurde von der Glockengießerei Grassmayr drei neue Glocken angeschafft und mit einer Glocke aus dem Jahr 1934 feierlich am 9. Juni 1991 hochgezogen. 2021 wurde die Kirche innen komplett renoviert. Im Zuge der Umbauarbeiten wurde ein neuer Boden gelegt, die elektrische Anlage erneuert und die Kirche mit neuer Beleuchtung versehen. Die 73 Jahre alten Kirchenbänke wurden durch neue ersetzt.

## Architektur
Kirchenäußeres

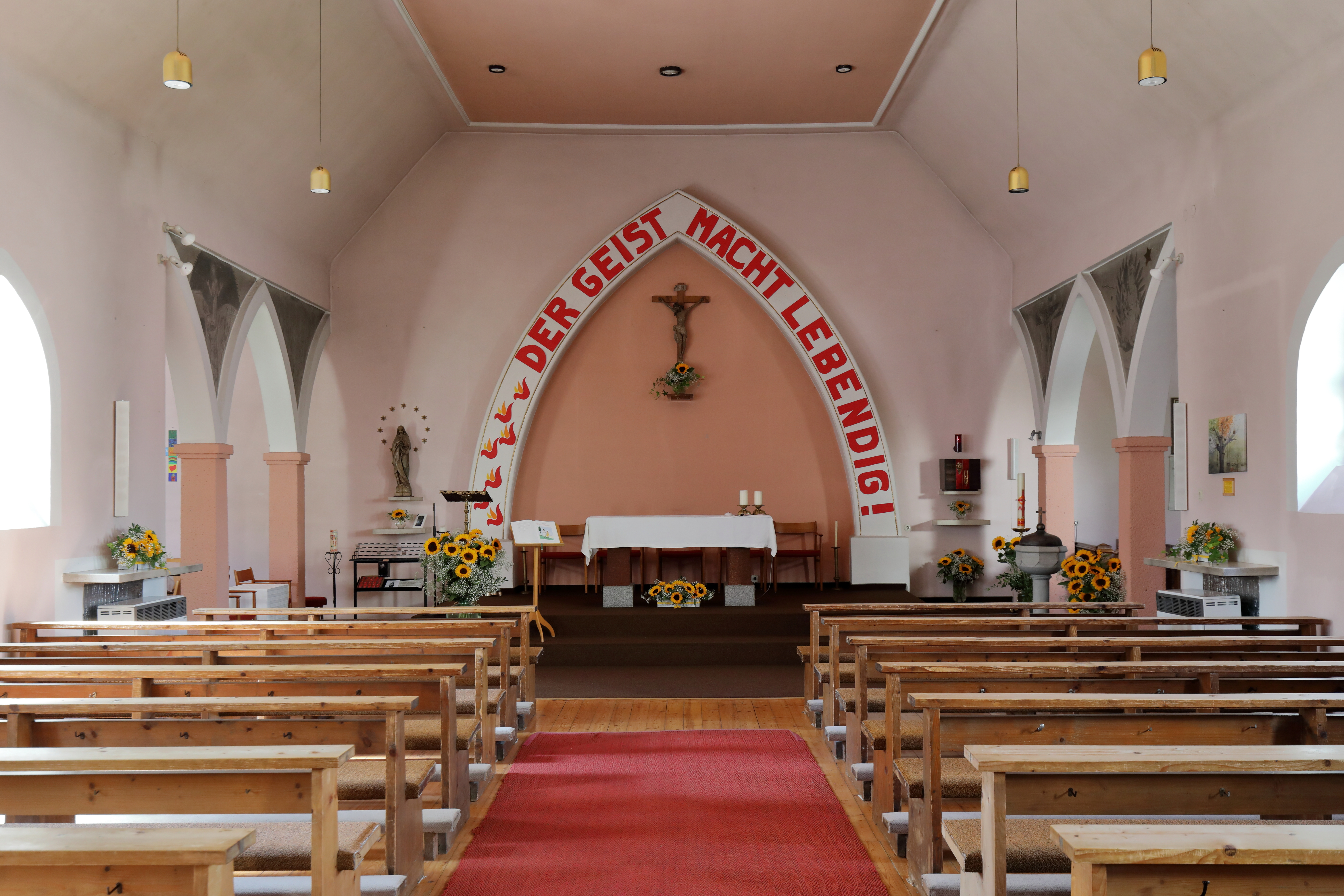
Innenansicht Richtung Altar 2019

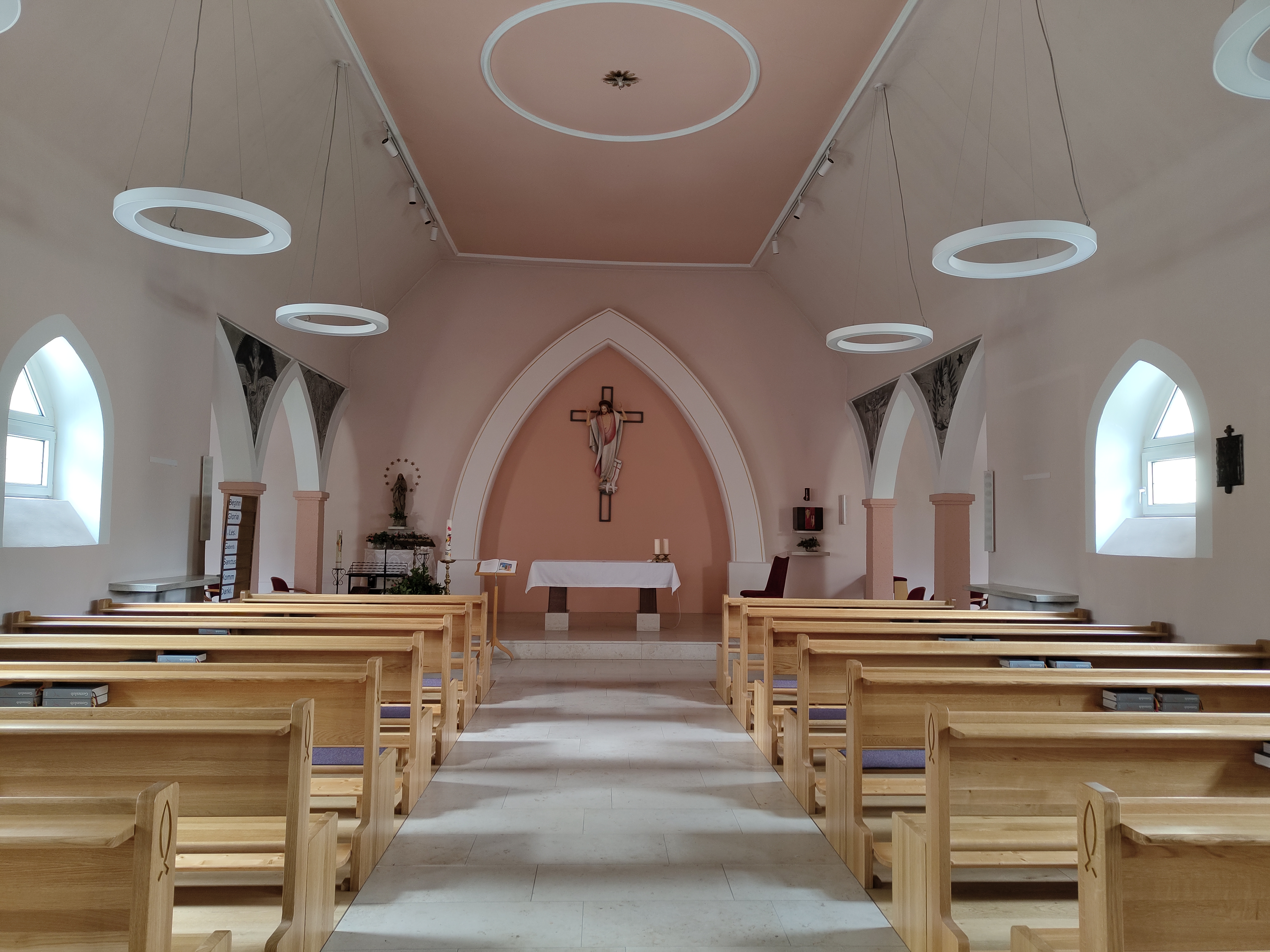
Innenansicht Richtung Altar 2025

Der schlichte, nach Süden ausgerichtete, Kirchenbau ragt risalitartig aus einer E-förmigen Anlage eines Pfarrhofes mit einer Wohnhausanlage heraus. Das Langhaus unter einem Satteldach hat Spitzbogenfenster und ein Spitzbogenportal. Der nördliche Giebelscheitel trägt einen offenen Glockenstuhl.
Kircheninneres
An das Langhaus mit einer Flachdecke folgt ein Chor mit einem geraden Schluss. Der Chor ist mit seitlichen Anbauten – mit Spitzbogenarkaden geöffnet – querschiffartig erweitert. In den Zwickeln der Arkadenbögen sind Sgraffiti Christi Geburt, Kreuzigung, Himmelfahrt, Pfingstfest, gemalt von Karl Sukopp. Die Glasmalerei in der Giebelwand zeigt das Herz Mariä.
Die Orgelempore ist aus Holz.

## Ausstattung
Die Kreuzweg-Bilder sind Werke von Lucia Jirgal. Das Auferstehungskreuz des Grödner Holzschnitzers Filip Piccolruaz wurde im Zuge der Kirchensanierung 2022 aufgehängt.
Die Orgel schuf Carl Hesse (1870). 1974 wurde sie aus der Kapelle des Elisabethspitals in Wien XV. hierher übertragen.